# Stade Széktói
Le Széktói Stadion est un stade de football situé dans la ville hongroise de Kecskemét, dans le comitat de Bács-Kiskun dans la Grande Plaine méridionale. Construit en 1962 puis rénové en 2002, il possède une capacité de 6 300 places et accueille les rencontres du club local, le Kecskeméti TE.

## Histoire
Le stade a été inauguré le 20 août 1962 avec la rencontre Kecskeméti Dózsa–Ganz MÁVAG remportée 2 à 0 par les locaux. C'est le Széktói Stadion qui a accueilli la finale de la Coupe de Hongrie entre Zalaegerszeg et Ferencváros le 29 octobre 1983. C'est par ailleurs sur ce match que le stade a connu sa plus grande affluence pour une rencontre officielle.
Dans le cadre du programme de rénovation de stades de 2002, Kecskemét a bénéficié de près de 500 millions de forints pour la modernisation de son stade. Le nombre de places assises a été augmenté, la tribune couverte a été agrandie, un nouveau bâtiment d'entrée a été construit et l'intensité de l'éclairage est devenue plus puissante. Un quatrième terrain d'entraînement a vu le jour pour accueillir les clubs d'athlétisme et de rugby de Kecskemét (Kecskeméti Atlétikai és Rugby Club). En cas de rencontre plus importante, ces deux clubs utilisent le Stade Széktói. 
Fait intéressant, les nouveaux sièges qui ont été installés sont de couleur bleu et blanche et non pas violette et blanche aux couleurs du club. La raison est que lors de la rénovation, le stade a été adapté en faveur du Kecskeméti FC et non pas du Kecskeméti TE. Depuis, seule la tribune VIP bénéficie de sièges violets et blancs. En 2009, un système d'arrosage automatique a été installé. 

## Configuration
Le Széktói Stadion est divisé de la manière suivante : 
- Tribune A
  - Secteur E : 230 places
  - Secteur F : 220 places
  - Secteur G : 220 places
  - Secteur H : 133 places
  - Secteur I : 120 places (Tribune VIP)
  - Secteur J : 133 places
  - Secteur K : 260 places
  - Secteur L : 270 places
  - Secteur M : 270 places
  - Secteur N : 250 places
  - Tribune visiteurs

- Tribune B
  - Secteur A : 500 places
  - Secteur B : 560 places
  - Secteur C : 590 places
  - Secteur D : 540 places
  - Tribune debout

- 3 caisses + 1 caisse pour les visiteurs

- 3 buffets

- 4 sanitaires

## Rencontres importantes
| Date              | Équipe locale                 | Score | Équipe visiteuse | Compétition       | Affluence |
| ----------------- | ----------------------------- | ----- | ---------------- | ----------------- | --------- |
| 20 mai 1964       | Sélection olympique hongroise | 0 – 0 | Roumanie         | Non officiel      | 12 000    |
| 5 avril 1978      | Kecskeméti SC                 | 1 – 8 | Hongrie          | Non officiel      | 15 000    |
| 29 octobre 1983   | Zalaegerszegi TE              | 2 – 0 | Ferencvárosi TC  | Coupe de Hongrie  | 14 000    |
| Automne 1995      | Kecskeméti TE                 | 1 – 0 | Diósgyőri VTK    | NB II.            | 8 000     |
| 16 septembre 2006 | Kecskeméti TE                 | 2 – 2 | Ferencvárosi TC  | NB II.            | 8 500     |
| 28 avril 2010     | DVSC-TEVA                     | 2 – 1 | Paksi FC         | Coupe de la Ligue | 1 200     |
| 23 mai 2010       | Kecskeméti TE                 | 1 – 0 | DVSC-TEVA        | NB I.             | 6 000     |
| 8 juillet 2011    | Videoton FC                   | 1 – 0 | Kecskeméti TE    | Supercoupe        | 4 000     |
| 14 juillet 2011   | Kecskeméti TE                 | 1 – 1 | FK Aktobe        | Ligue Europa      | 4 000     |
| 18 avril 2012     | Kecskeméti TE                 | 0 – 3 | Videoton FC      | Coupe de la Ligue | 4 000     |

## Emplacement et accès
Le stade est situé dans le 12e arrondissement de Kecskemét, dans le quartier de Felsőszéktó, dans l'ouest de la ville, à environ 3 kilomètres du centre-ville, à quelques pas de la gare Kecskemét-Máriaváros. Il se trouve à proximité du grand parc (Szabadidőpark), du Messzi István Sportcsarnok et des Bains de Kecskemét (Kecskeméti Fürdő).
- En voiture, le stade est accessible en quittant l'autoroute M5 à la sortie 86, en continuant sur la route principal 52 jusqu'à l'hôpital comital (Megyei Kórház) puis en tournant à gauche sur Sport utca.

- Le stade est également desservi par plusieurs lignes de bus depuis deux gares routières : 
  - Noszlopy Gáspár park avec les lignes 1, 15 (arrêt Uszoda) et 22 (arrêt Strand).
  - Széchényi tér avec les lignes 11 et 17 (arrêt Uszoda).